# Seemannserholungsheim

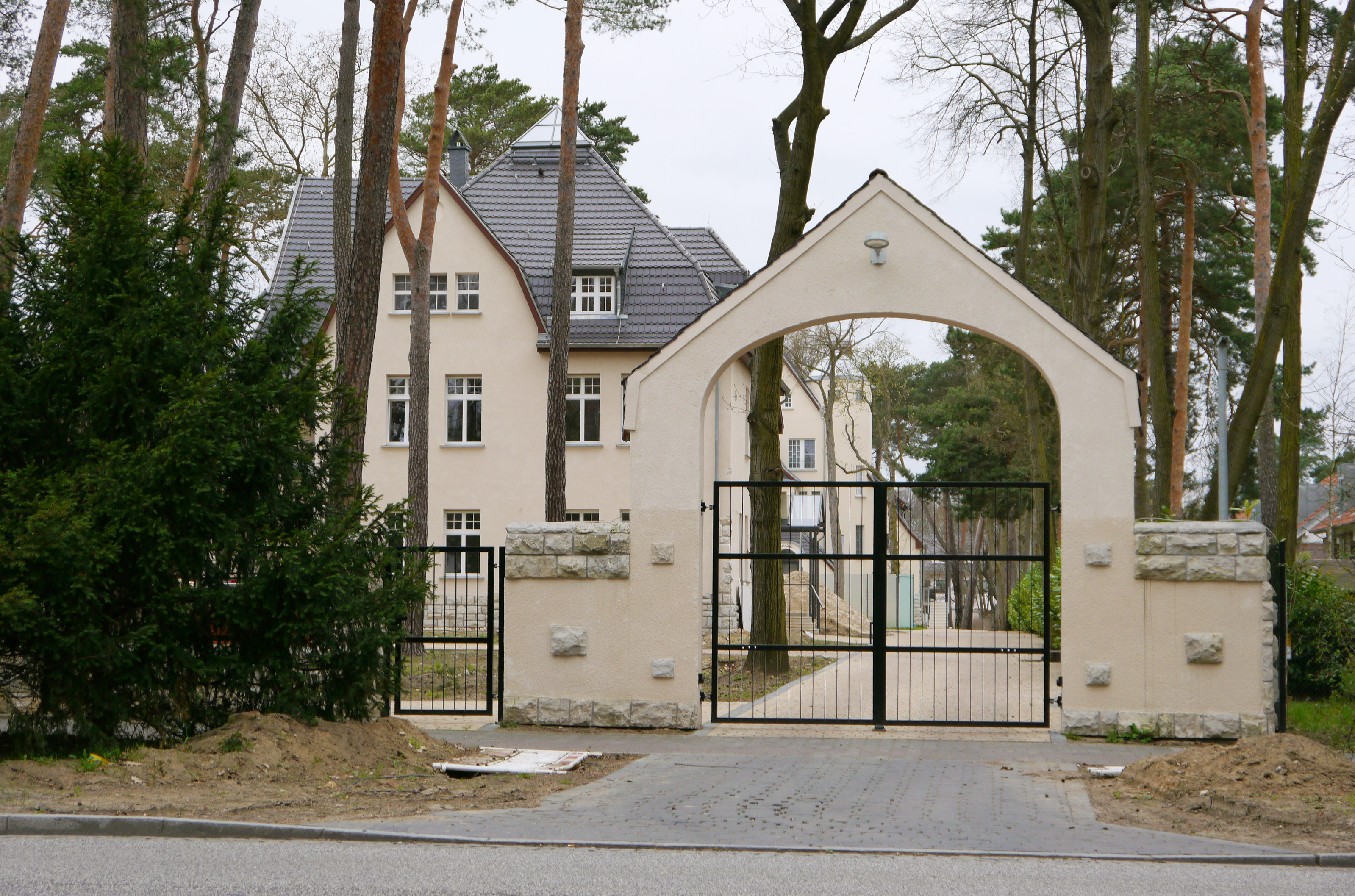
Ehemaliges Verwaltungsgebäude

Das Seemannserholungsheim ist ein denkmalgeschütztes und in Privatbesitz befindliches ehemaliges Seemannsheim in Kleinmachnow am Zehlendorfer Damm.

## Geschichte
Das Seemannserholungsheim wurde 1910 in der zu Zehlendorf gehörenden Kleinmachnower Villenkolonie auf einem 16.000 Quadratmeter großen Grundstück gebaut. Das Grundstück bestand aus vier Gebäuden; einem Casinogebäude, dem Offiziershaus mit Offiziers- sowie Mannschaftssaal mit mehreren Aufenthaltsräumen, einem Küchentrakt sowie einer Badeanlage.
Architekten waren Giesecke & Wenzke aus Charlottenburg, welche auf einfache und zweckmäßige Raumgestaltung achteten, jedoch vermieden, einen kasernenartigen oder krankenhausmäßigen Eindruck zu hinterlassen. Die Sockelgeschosse wurden aus Rüdersdorfer Kalkstein gemauert, die Fassaden mit körnigem Terrasitputz gestaltet, alle Holzaufbauten farbig behandelt. Die Gebäude wurden von einer Zentrale aus mittels einer Niederdruck-Dampfheizung der Berliner Firma Junk beheizt. Die Leitungen führten zu diesem Zweck durch begehbare Betonkanäle. Auch die Warmwasserbereitungsanlage war zentral und verband Badeanlagen, Duschen, dampfelektrische und medizinische Bäder, sowie das kleine Schwimmbad. Die Bauausführung dieser Anlage erfolgte durch die Firma H. Schaffstaedl G.m.b.H. aus Gießen. Maurer- und Zimmererarbeiten erfolgten durch Held & Francke, Berlin. Die Bildhauerarbeiten übernahm Heinrich Giesecke selbst. Alle Häuser hatten Gas- und Elektrizitätsleitungen, der Garten wurde durch Kleinmachnower Baumschulen gestaltet. Die kompletten Kosten beliefen sich auf 440.000 Mark.
Nach dem Zweiten Weltkrieg blieben vom Casinogebäude und Offiziershaus nur Sockelreste übrig. Lediglich das Mannschaftshaus 2, das Verwaltungsgebäude und die Einfriedung blieben in einem baufälligen Zustand erhalten. Das Mannschaftshaus 2 besteht aus 13 Wohn- bzw. Schlafräumen für ruhesuchende Seeleute. Das Verwaltungsgebäude umfasst mehrere Büros, eine Bibliothek und die Wohnung des Anstaltsleiters. 2008 stellte das Land Brandenburg die noch vorhandenen Gebäude Mannschaftshaus 2, Verwaltungsgebäude und die Einfriedung mit Eingangstor unter Denkmalschutz. Im Herbst 2011 erwarb der Rapper Bushido das Grundstück und die dazugehörenden Gebäude. Nachfolgend ließ er die Villa umbauen und im April 2012 die historische Einfriedung mit Eingangstor abreißen. Ein durch den Landkreis Potsdam-Mittelmark verhängter viermonatiger Baustopp bewog den Bauherrn jedoch nicht zur Wiedererrichtung des Tors. 2016 erfolgte die Wiedererrichtung des Tores nach Auflagen der Unteren Denkmalbehörde des Landkreises Potsdam-Mittelmark, mit Abschluss und Herstellung der historischen Mauer und des Tores im Juni 2016.

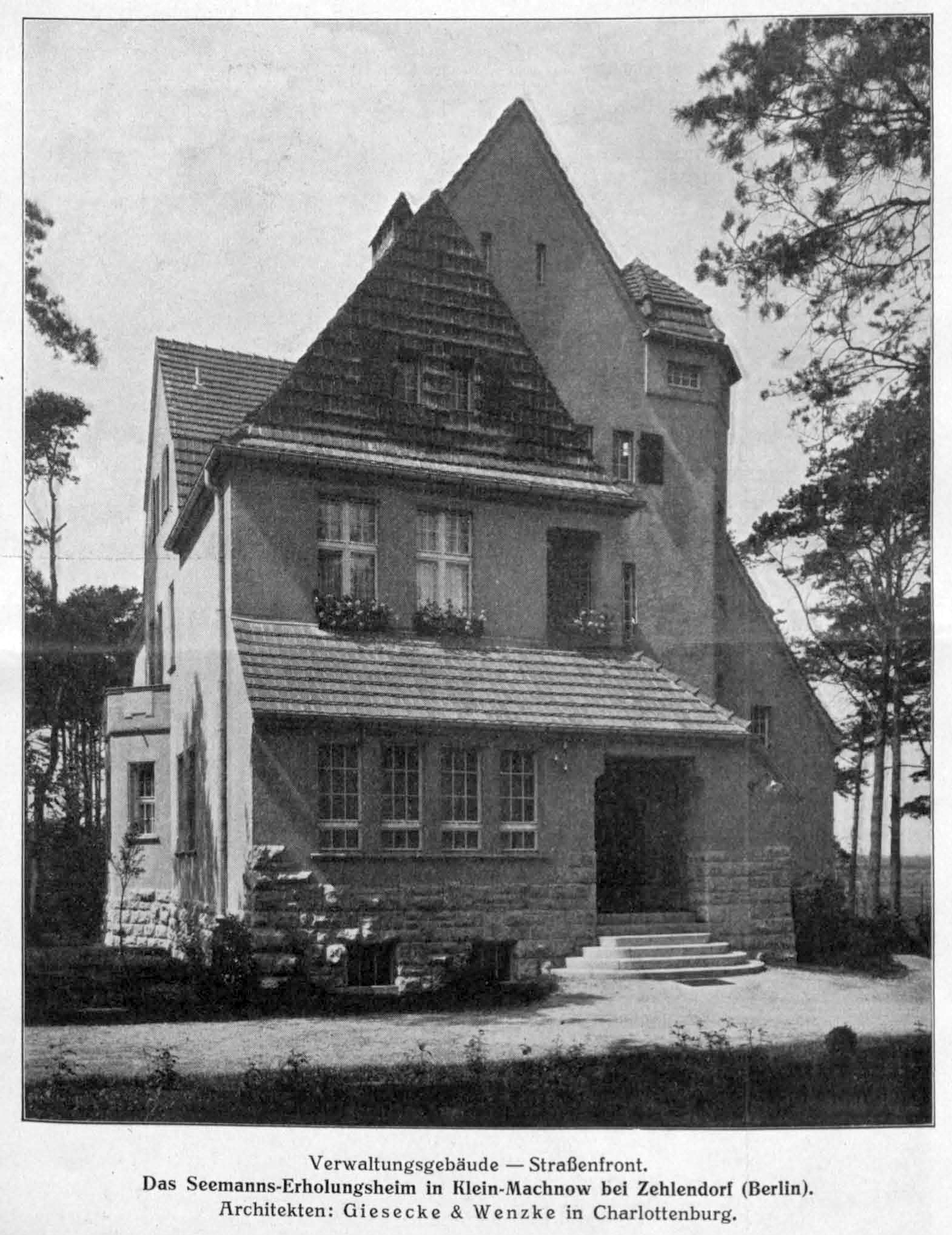
Verwaltungsgebäude
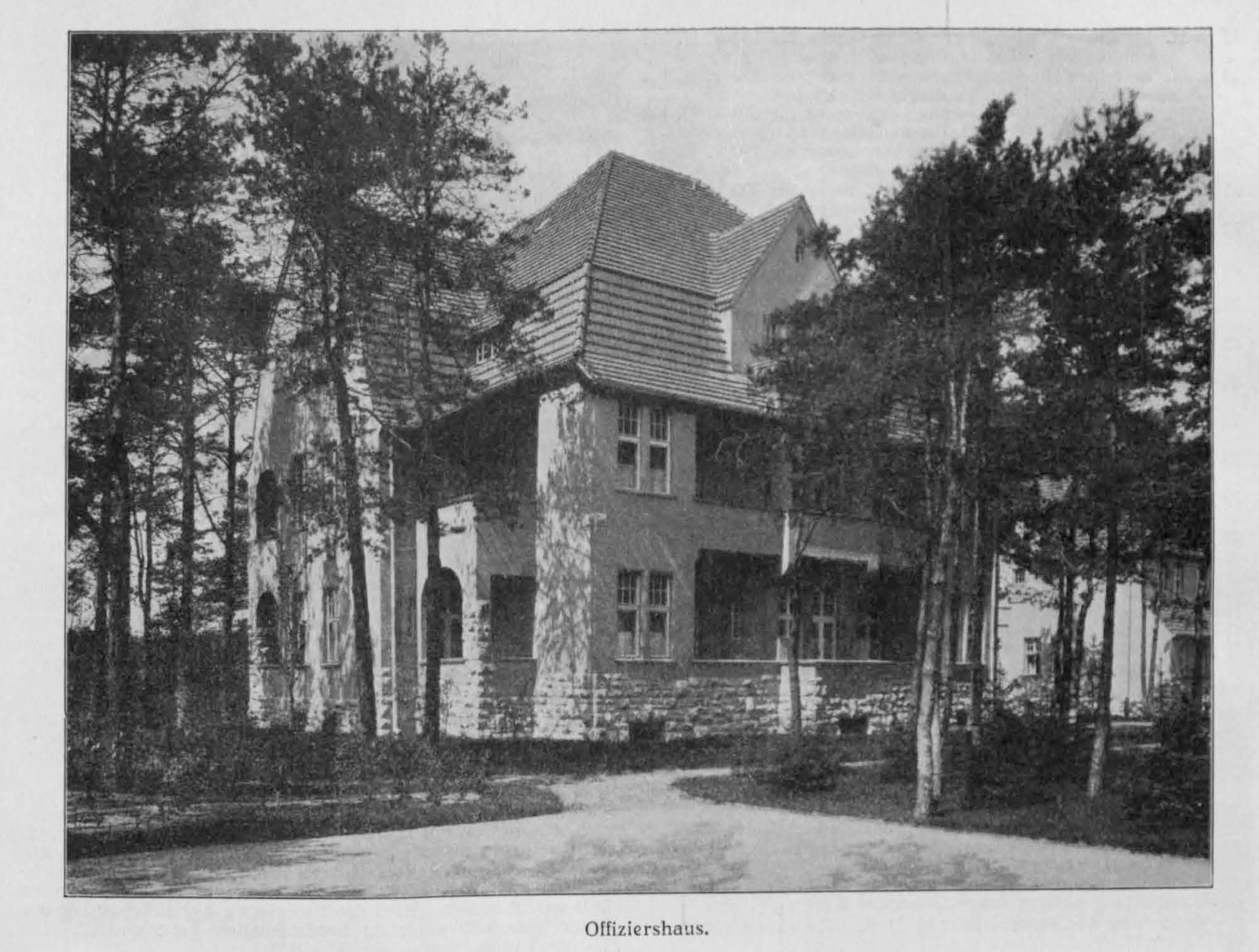
Offiziershaus
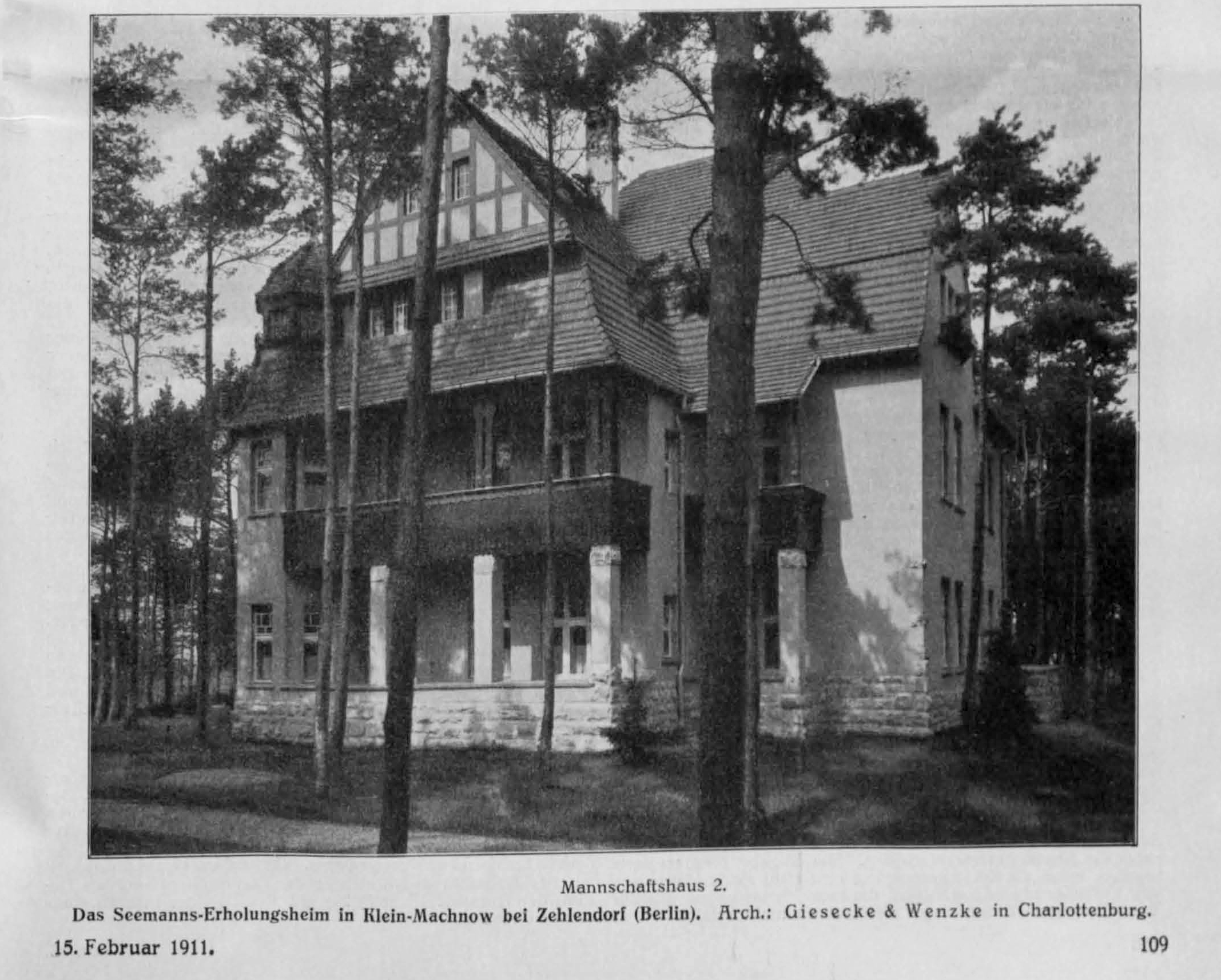
Mannschaftshaus 2
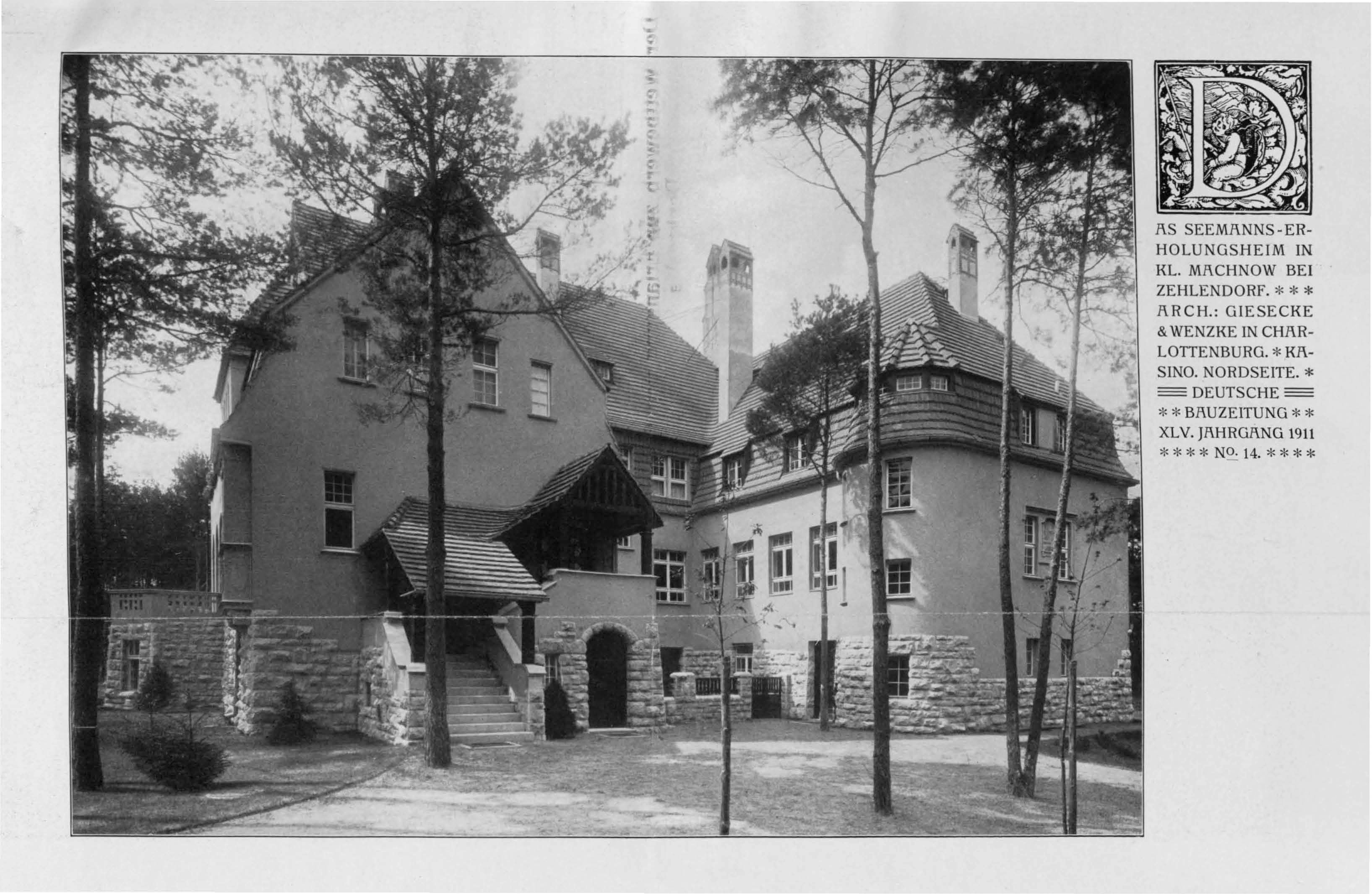
Kasino Nordseite
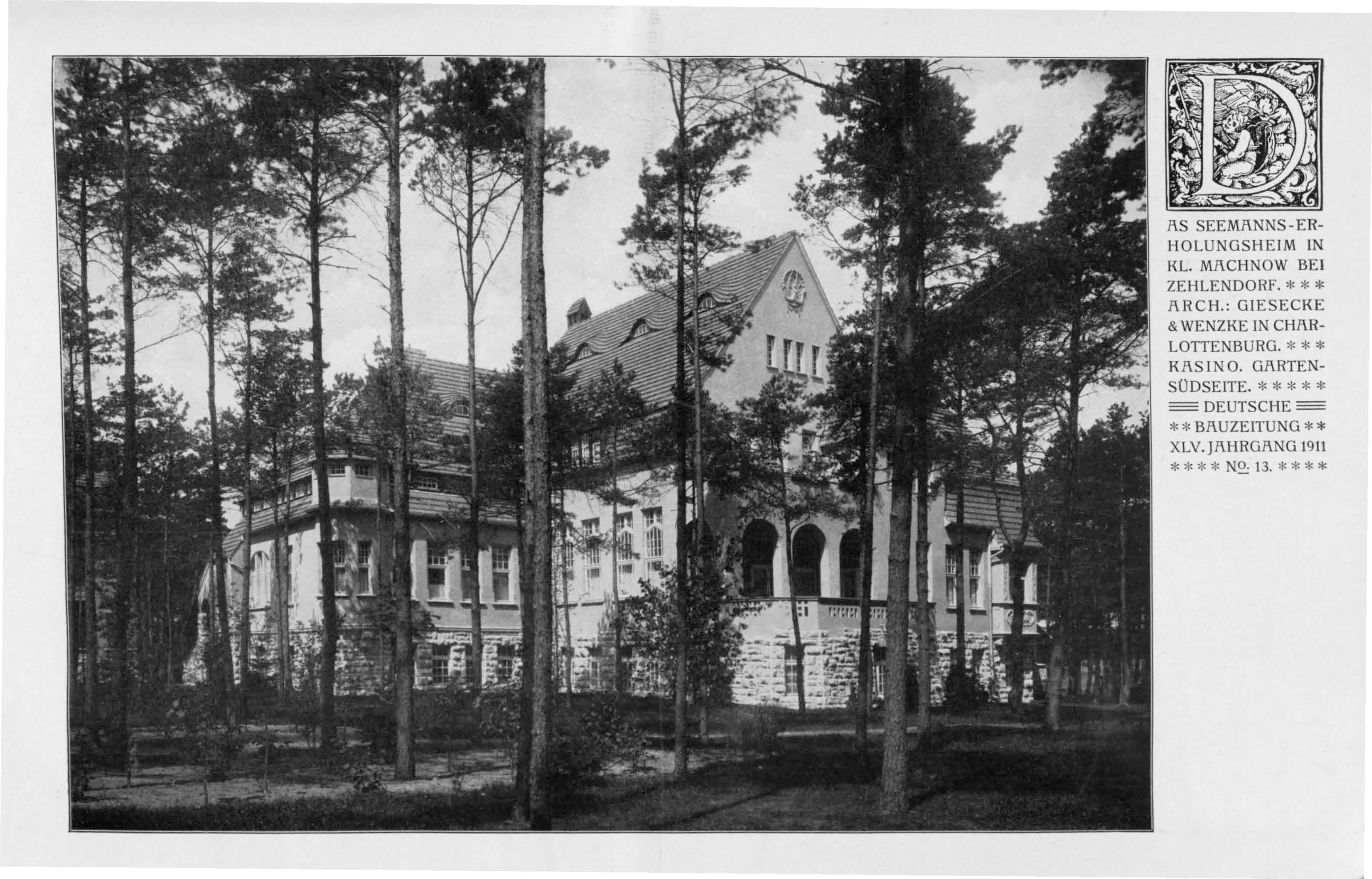
Kasino Gartenseite
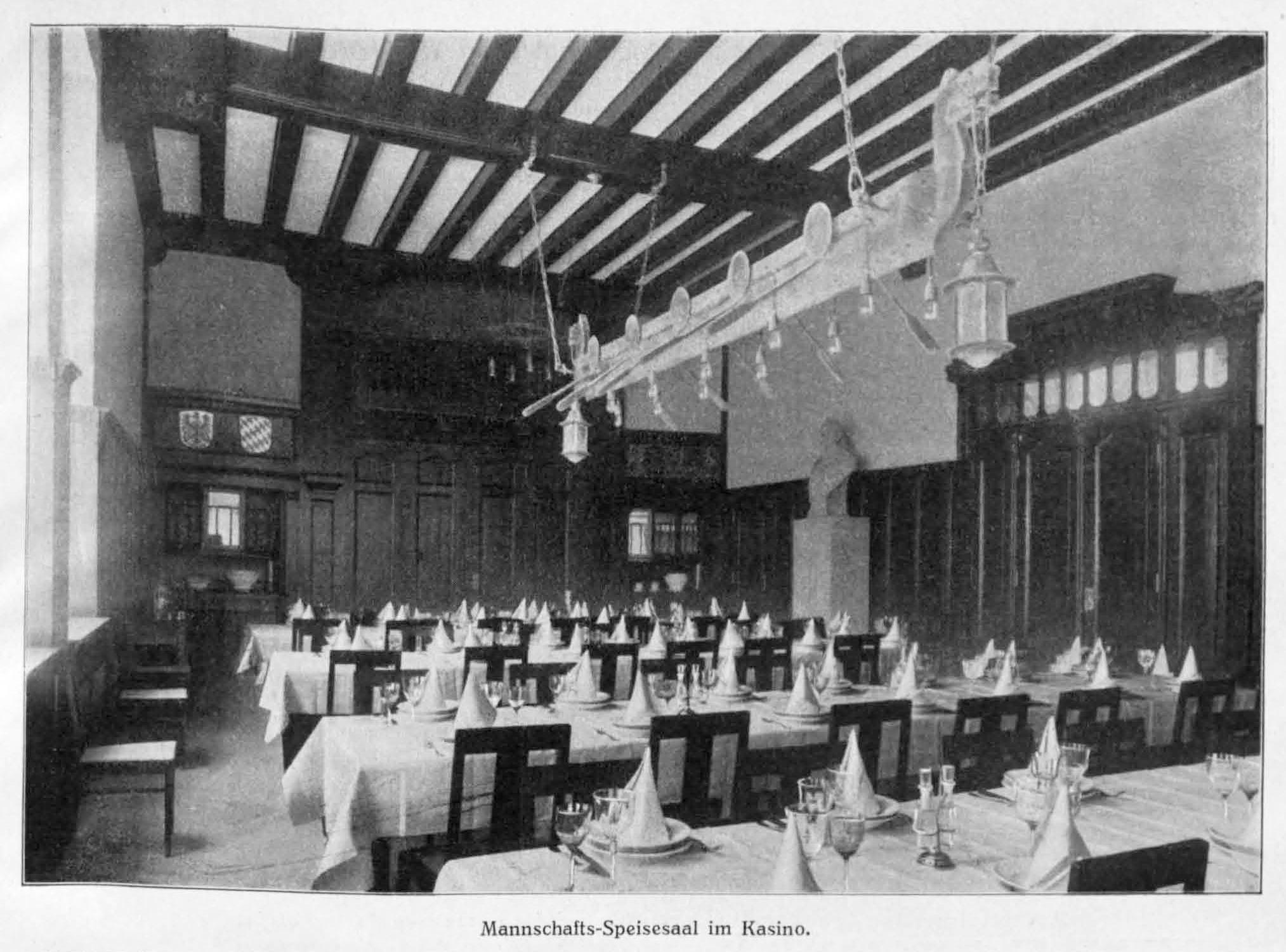
Mannschaftsspeisesaal Kasino
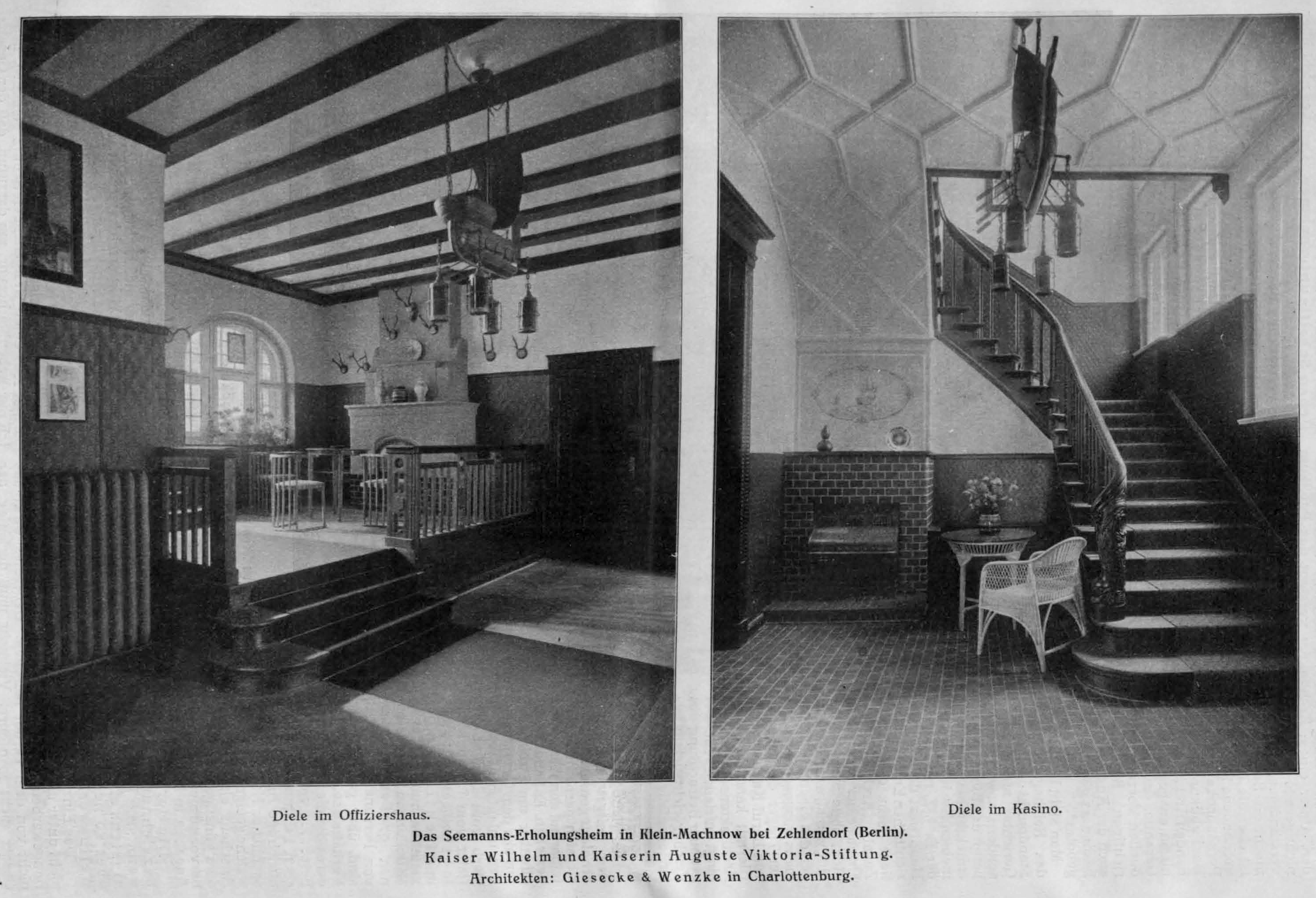
Diele im Offiziershaus und Kasino
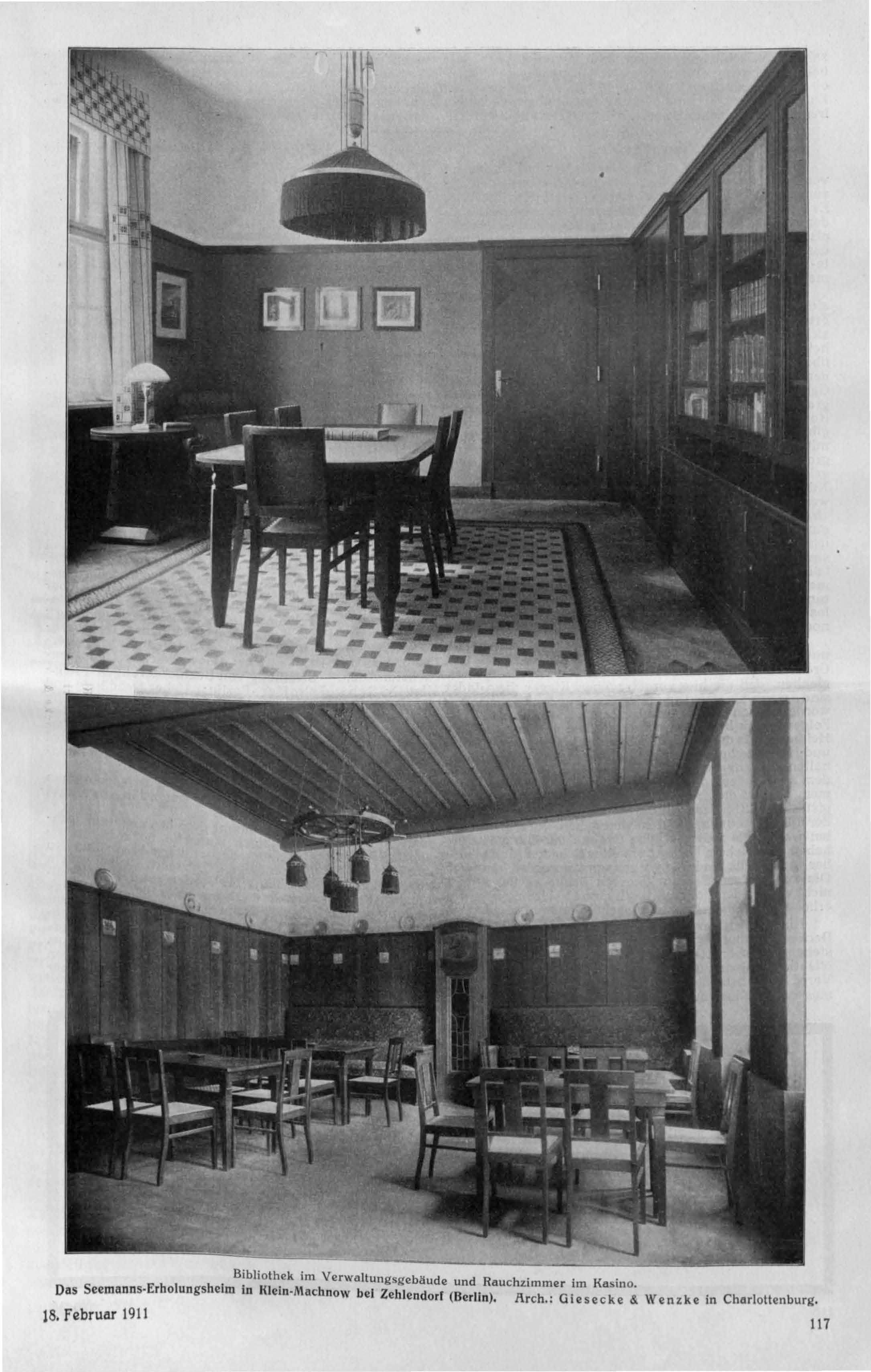
Bibliothek im Verwaltungsgebäude und Rauchzimmer im Kasino